# Rangárþing eystra
Rangárþing eystra est une municipalité du sud de l'Islande.

## Démographie
Évolution de la population :
2018: 1 798
2022: 1 971